# جنا عزیز
جنا عزیز (انگلیسی: Jenna Dear؛ زادهٔ ۲۹ مهٔ ۱۹۹۶) بازیکن فوتبال اهل بریتانیا است.
وی همچنین در تیم‌های ملی فوتبال زیر ۱۹ سال انگلستان و زیر ۲۰ سال انگلستان بازی کرده‌است.